# Jerzy Srokowski

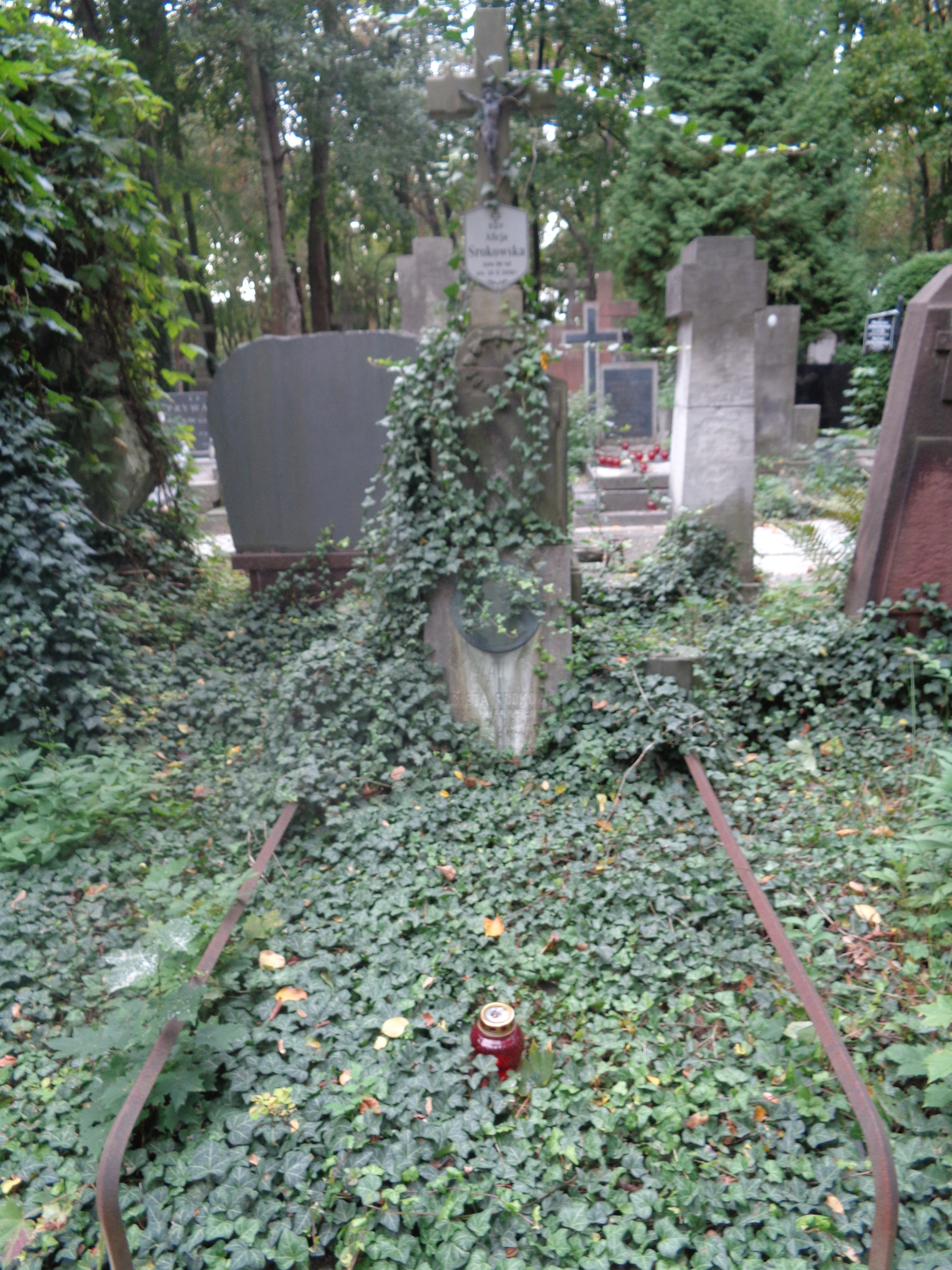
Grób Jerzego i Mieczysława Srokowskich na cmentarzu Powązkowskim w Warszawie

Jerzy Srokowski (ur. 25 września 1910 w Warszawie, zm. 3 marca 1975 tamże) – polski grafik i rysownik, ilustrator książek, scenograf i pedagog.

## Życiorys

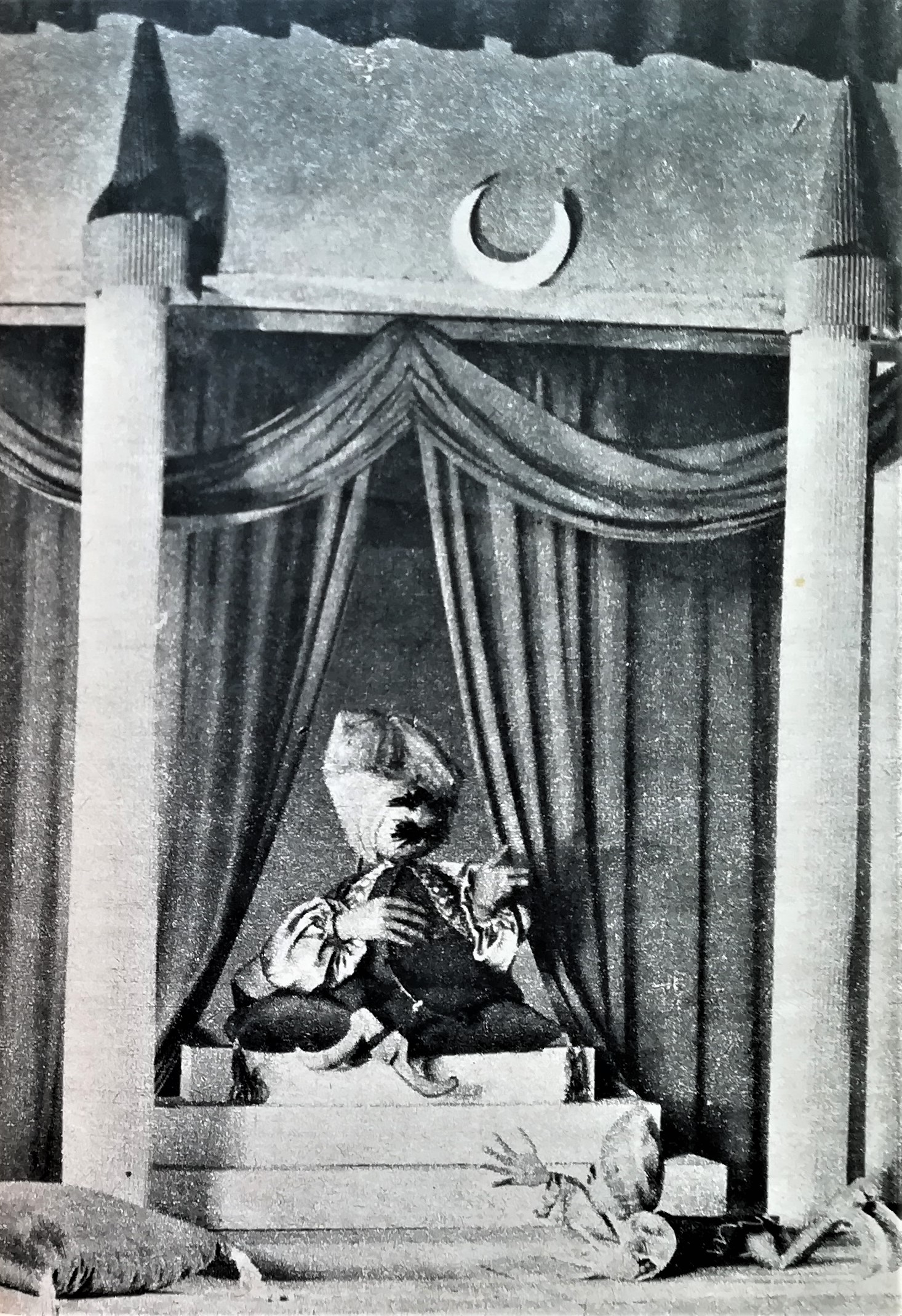
Scenografia lalki do sztuki "Korsarze" (przed 1969)

Urodził się w rodzinie Mieczysława, prozaika, poety, i Elżbiety (zm. 1958). Naukę rysunku i grafiki rozpoczął w Miejskiej Szkole Sztuk Zdobniczych i Malarstwa, w 1935 rozpoczął studia w warszawskiej Akademii Sztuk Pięknych pod kierunkiem Miłosza Kotarbińskiego i ukończył je w 1939. Jako karykaturzysta zadebiutował łamach „Szpilek” na pierwszym roku studiów, współpraca trwała przez cały okres nauki aż do wybuchu II wojny światowej oraz ponownie od 1945, kiedy to Jerzy Srokowski został kierownikiem graficznym tego czasopisma. Podczas studiów jego rysunki ukazywały się również w „Kurierze Porannym”, „Prosto z mostu” i na łamach „Muchy”. Po 1945 współpracował z „Nową Kulturą”, „Problemami”, „Życiem Warszawy” oraz z „Wieczorem”, gdzie od 1947 do 1948 tworzył cykl rysunkowy zatytułowany „Pani Dziuba”. Zajmował się ilustrowaniem książek, był przez wiele lat scenografem, aktorem i scenarzystą w Teatrze Lalki i Aktora Guliwer. W 1956 w dowód uznania za pracę ilustratora otrzymał Nagrodę Prezesa Rady Ministrów. Nawiązał współpracę z Telewizją Polską, gdzie był autorem scenografii do wielu popularnych programów m.in. do Kabaretu Starszych Panów (od 1958). W 1965 wyjechał na trzy lata do Damaszku, gdzie był profesorem wydziału sztuk pięknych na tamtejszym uniwersytecie oraz założycielem pracowni grafiki. Po powrocie w 1968 powrócił do pracy w teatrze. Został kierownikiem graficznym w warszawskim wydawnictwie „Czytelnik” oraz równolegle w redakcji periodyku „Miesięcznik Polski”. Poza licznymi nagrodami, które Jerzy Srokowski otrzymywał za swoje grafiki i plakaty w 1973 został uhonorowany Złotą Szpilką z Wawrzynem. Mieszkał w Warszawie przy ul. Mokotowskiej 46/20. Zmarł w 1975, spoczywa na cmentarzu Powązkowskim w Warszawie (kwatera 74-3-13).
Dorobek Jerzego Srokowskiego jest bardzo obszerny, artysta poza tworzeniem ilustracji, scenografii i grafik zajmował się również wystawiennictwem i projektowaniem plakatów. Do klasyki ilustratorstwa przeszły jego rysunki zdobiące wydania W pustyni i w puszczy, Króla Maciusia Pierwszego. Był wziętym karykaturzystą, jego prace wystawiano w kraju i za granicą. Jako scenograf posługiwał się dostępnymi w tamtych czasach środkami, oszczędność wyrazu i humorystyczne podejście do tematu pozwalało mu tworzyć niezapomniane dekoracje do Kabaretu Starszych Panów.

## Ordery i odznaczenia
- Złoty Krzyż Zasługi (11 lipca 1955)[3]
- Medal 10-lecia Polski Ludowej (19 stycznia 1955)[4]